# Velutella
Velutella is een geslacht van weekdieren uit de klasse van de Gastropoda (slakken).

## Soort
- Velutella plicatilis (O. F. Müller, 1776)

## Synoniem
- Velutina plicatilis (O. F. Müller, 1776)